# Lisa Rieffel

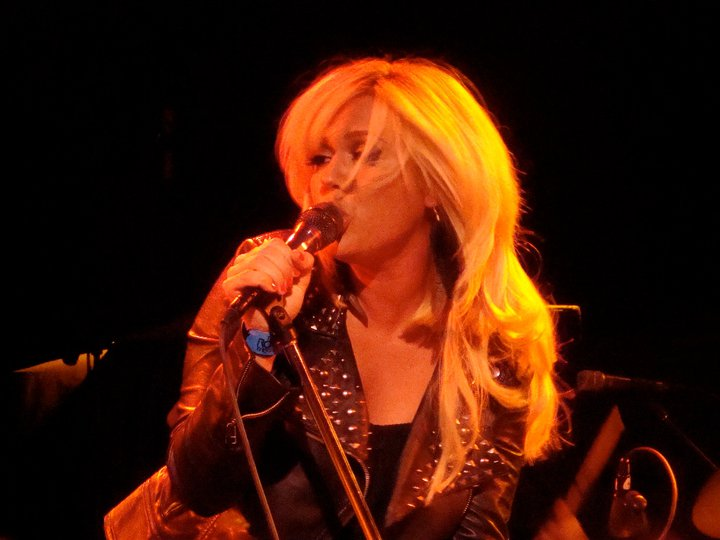
Lisa Rieffel

Lisa Rieffel (* 12. Januar 1975 in Denville, New Jersey) ist eine US-amerikanische Schauspielerin und Sängerin.

## Schauspielerei
Mit Ann Jillian (1990), Die Fälle der Rosie O'Neill (1992), Women of the House und der RTL II Sitcom Wilde Brüder mit Charme! (beide 1996) wurde sie gleich viermal für den Young Artist Award nominiert. In der ersten Staffel der Sitcom King of Queens spielte sie Carries jüngere Schwester Sara, die zur Schauspielschule geht und auf den großen Durchbruch im Werbefernsehen wartet.

## Musik
Rieffel ist seit einiger Zeit Lead-Sängerin der Rockband Killola, mit der sie zwei Alben veröffentlichte, Louder Louder! (2006) und I AM THE MESSER (2008), sowie eine DVD/CD Killola: Live in Hollywood (2007).

## Filmografie (Auswahl)
- 1988: F.B.I. Mörder ( In the Line of Duty: The FBI Murders)
- 1989–1990: Die Bill Cosby Show (The Cosby Show)
- 1989–1990: Ann Jillian
- 1990–1992: Die Fälle der Rosie O’Neil (The Trials of Rosie O'Neill)
- 1991: Der beste Spieler weit und breit: Sein höchster Einsatz (The Gambler Returns: The Luck of the Draw)
- 1992: Blossom
- 1992: Eine schrecklich nette Familie (Married with Children)
- 1993: In der Hitze der Nacht (In the Heat of the Night)
- 1993: Tödliche Fluten – Rettet unsere Kinder (The Flood: Who Will Save Our Children?)
- 1993: Harrys Nest (Empty Nest)
- 1994: Dr. Quinn – Ärztin aus Leidenschaft
- 1994: Roseanne
- 1995: Women of the House
- 1996: Party of Five
- 1996: Sliders – Das Tor in eine fremde Dimension
- 1997: Pretender
- 1998: Der lange Weg zur Wahrheit
- 1998: King of Queens
- 2000: Der Fall Mona
- 2003: Lost At Home
- 2004: Stop Thief!
- 2007: Girltrash
- 2009: Navy CIS
- 2014: Girltrash: All Night Long
- 2022: Pivoting